# Міський стадіон (Познань)
Міський стадіон у Познані (пол. Stadion Miejski w Poznaniu) — багатофункціональний спортивний комплекс у місті Познань, Польща. Він є домашньою ареною футбольного клубу «Лех» і вміщує 41 609 глядачів.
У період з 2003 по 2010 рік стадіон зазнав масштабної реконструкції, внаслідок якої його місткість була збільшена до 43 269 місць. Усі трибуни стали повністю критими. Урочисте відкриття оновленої арени відбулося 20 вересня 2010 року концертом Стінга в межах його туру Symphonicities.
Міський стадіон у Познані був однією з чотирьох польських арен, які приймали матчі Чемпіонату Європи з футболу 2012 року. Це зробило його важливою частиною спортивної інфраструктури країни.
Станом на сьогодні стадіон є п'ятим за величиною у Польщі, поступаючись Національному стадіону у Варшаві, Сілезькому стадіону, Міському стадіону у Вроцлаві та стадіону «Енерга» в Гданську. У рамках Чемпіонату Польщі з футболу він посідає третє місце за місткістю.
З липня 2023 року стадіон носить назву «ENEA», що пов’язано зі спонсорською угодою.

## Матчі Євро-2012 на стадіоні
На муніципальному стадіоні відбувались 3 матчі групового етапу:
- 10 червня 2012[4], гра #6:  Ірландія  1—3   Хорватія;
- 14 червня 2012, гра #13:  Італія  1—1   Хорватія;
- 18 червня 2012, гра #22:  Італія  2—0   Ірландія.